# Nasmak
Nasmak is een uit Nuenen afkomstige, experimentele newwaveband die in 1978 werd opgericht (als Nasmaak, een naam die een jaar later werd omgedoopt in Nasmak, omdat er geen Nederlandstalige nummers meer worden gespeeld). Zowel nationaal als internationaal oogstte Nasmak succes met een combinatie van de traditionele gitaar-bas-drums-opstelling en experimenten met geluid, zoals het gebruik van een kraakdoos en tapes.

## Geschiedenis

### Ontstaan
De band wordt in 1978 als Nasmaak opgericht in het Brabantse dorp Nuenen. In de oorspronkelijke samenstelling maakt zangeres Truus de Groot – die al eerder lid was van Doe Maar-voorloper Foolsband – Nederlandstalige nummers met Toon Bressers, Joop van Brakel en Koen Anker van The Common Starecase en Aad van Vught van Flying Spiderz. Van Vught en Anker verlaten de groep al vrij snel, Henk Janssen (ex-Deirdre en Poemfield) sluit aan in hun plaats. Bassist Theo van Eenbergen maakt de band kort daarop compleet.
De band neemt zijn intrek aan de Opwettenseweg, in een vrijstaand huis met veel bijgebouwen. Repetities vinden plaats in een verbouwde schuur, het oude kippenhok. Met dank aan de sociale dienst van de gemeente Nuenen krijgen de bandleden een vrijwilligersstatus: ze zijn niet verplicht om werk te zoeken en kunnen 24 uur per dag muziek maken. Dat werpt al snel zijn vruchten af: op Tweede Kerstdag 1978 treedt de band voor het eerst op, in De Boerderij, Deurne. Het jaar daarop staat de formatie – die dan nog Nederlandstalige punk maakt en Nasmaak heet – met het nummer ‘Hondepoep’ op Uitholling Overdwars, een verzamelaar van Stichting Popmuziek Nederland.

### Nasmak Plus Instruments
In 1980 verschijnt met Nasmak Plus Instruments / Instruments Plus Nasmak het debuutalbum van de band, die inmiddels in het Engels zingt en zijn naam verandert in Nasmak. De Nederlandse undergroundscene van die tijd was bevangen door de revolutie van de vernieuwing. Het vuur van de punk is nog maar net ontstoken en postpunk bloeit op met Ultra in Amsterdam. Nasmak vindt er aansluiting. De plaat verschijnt op Plurex, het label van Minny Pops-oprichter Wally van Middendorp, die het album ook produceert. Het debuut telt twee muzikaal tegengestelde kanten. Op het eerste is nog sprake van een relatief traditionele combinatie van gitaar, bas en drums: Nasmak met instrumenten. Op de tweede helft nemen de instrumenten de overhand, met name de kraakdoos, een experimenteel houten instrument met metalen stripjes dat in de jaren zeventig werd ontwikkeld door Michel Waisvisz. De gezaghebbende Engelse diskjockey John Peel verklaart het debuut als de beste plaat van het Europese continent in jaren. Nasmak was een va  de eerste Nederlandse band die in Londen een Peel Session deed. Dat was in 1982. Met het elektro-duo Deutsch Amerikanische Freundschaft (D.A.F.) wordt eind 1980 een tournee ondernomen door Nederland en Duitsland.
Zangeres Truus de Groot verlaat daarna de band en verhuist in november 1980 naar New York en richt daar een nieuwe band +Instruments op, met onder andere Lee Ranaldo die later Sonic Youth opricht, op gitaar en maakt de ep getiteld Februari-April, 1981.

### Nasmak
Nasmak begint te experimenteren met synthesizers en legt steeds meer nadruk op hoekige ritmiek: In 1982 komt Nasmak met 4our Clicks. De tegendraadse ritmes en creatieve zanglijnen zorgen voor een nieuw soort dansmuziek. Rob van Middendorp, student grafisch ontwerper aan de Rietveld Academie, ontwierp de hoes van 4our Clicks. Deze plaat wordt door muziektijdschrift OOR uitgeroepen tot 'misschien wel de beste plaat ooit door een Nederlandse groep gemaakt'. In 2000 stond het album op de 8e plaats in de OOR-poll “Beste Nederlandse albums van de 20e eeuw”. In 2024 staat, in dat zelfde muziektijdschrift, de plaat als hoogst geplaatste Nederlandse plaat op 32 in de 154 beste postpunk albums allertijden. 
Joop van Brakel werkt nog mee aan derde plaat Duel (1983), maar houdt het daarna voor gezien. Duel bevatte industriële cold-funk met lichte oosterse invloeden. De rest van de band oogst datzelfde jaar nog succes met Silhouette, met weer een ander geluid: minder met herhaling en meer met songstructuren. Dat wekt de interesse van een aantal grote platenmaatschappijen. Daar heeft Nasmak echter geen boodschap aan: in 1984 besluit de band dat de innovatiedrift te zeer is verzadigd. Het laatste optreden was in 1984 tijdens de eerste editie van het TegenTonen Festival in Paradiso.

### Nasmak PM
Alle leden van Nasmak, inclusief de Groot, werken sindsdien samen in deelformaties. Als collectief creëerden ze in 2018 Nasmak PM. In hetzelfde jaar brachten ze op vinyl Beautiful Obscenery (An Anthology Of Indecent Exposures) uit met een selectie van de zes Indecent Exposure- cassettes.
Sinds 2023 zijn, na de heruitgave van 4our Clicks op Vinyl bij Excelsior, een aantal CD's in eigen beheer uitgebracht met daarop nieuwe opnames, afgeleid van het materiaal uit de vroege Nasmak-dagen. Ook treedt Nasmak PM incidenteel weer op.
PM staat vooral voor plus minus, om aan te geven dat de bezetting variabel is en het niet alleen om het oude Nasmak gaat: er is ook een wens om met gasten te kunnen werken.

## Discografie
- 1979 - Hondepoep (Nasmaak) (op verzamel-lp Uitholling Overdwars van Stichting Popmuziek Nederland, SPN 001)
- 1980 - Nasmak Plus Instruments/Instruments Plus Nasmak (LP, Plurex 1800)
- 1981 - Indecent Exposure 1 & 2 (Music For Brass, Wood, Drums And Violins) (cassette, MC 90 + 60, Plurex C 120)
- 1981 - Vaseline des Artistes EP (met Plus Instruments), Zickzack (ZZ85)
- 1981 - Origins & Whereabouts / Dishhunt (Flexidisc bij muziekblad Vinyl)
- 1982 - 4our Clicks (LP, Plurex 2300, CD (remix door Henk Janssen), Exakt 039, 1989, vinyl re-issue Excelsior, RELP017, 2023)
- 1982 - Indecent Exposure 3 & 4 (The Smell Remains) (cassette, MC 90 + 60, Plurex C 021)
- 1982 - Indecent Exposure 5 & 6 (Only This Day And 77 Others) (cassette MC 90 + 60, Plurex C 022)
- 1982 - Roger Bill Iceberg (HOURS LP, Plurex sampler, Plurex 2400)
- 1983 - Heartache Blowup (7” en 12” EP, Plurex 0027)
- 1983 - Duel (LP, Plurex 3200, 1983, in UK: Aura AUL724)
- 1983 - Silhouette (LP Plurex 3303)
- 1983 - Plaster/Me Rex (7″, UK only, Aura AUS 123)
- 2018 - Beautiful Obscenery (An Anthology Of Indecent Exposures) (LP, Collectable Vinyl, JECV 1801)

### PM
- 2023 - PM1: Perpetuum Mobile: It's Long Since You Last Did Me
- 2024 - PM2: Plowing Mud - Time Is A Friend
- 2024 - PM3: Time is A Friend
- 2025 - PM4: Protest Meeting - Positively NO!

### +Instruments
- 1979 - Bandt + Instruments (EP, Plurex 0011)
- 1981 - Februari-April, 1981 (EP, Kremlin KR 005)